# Índies Occidentals

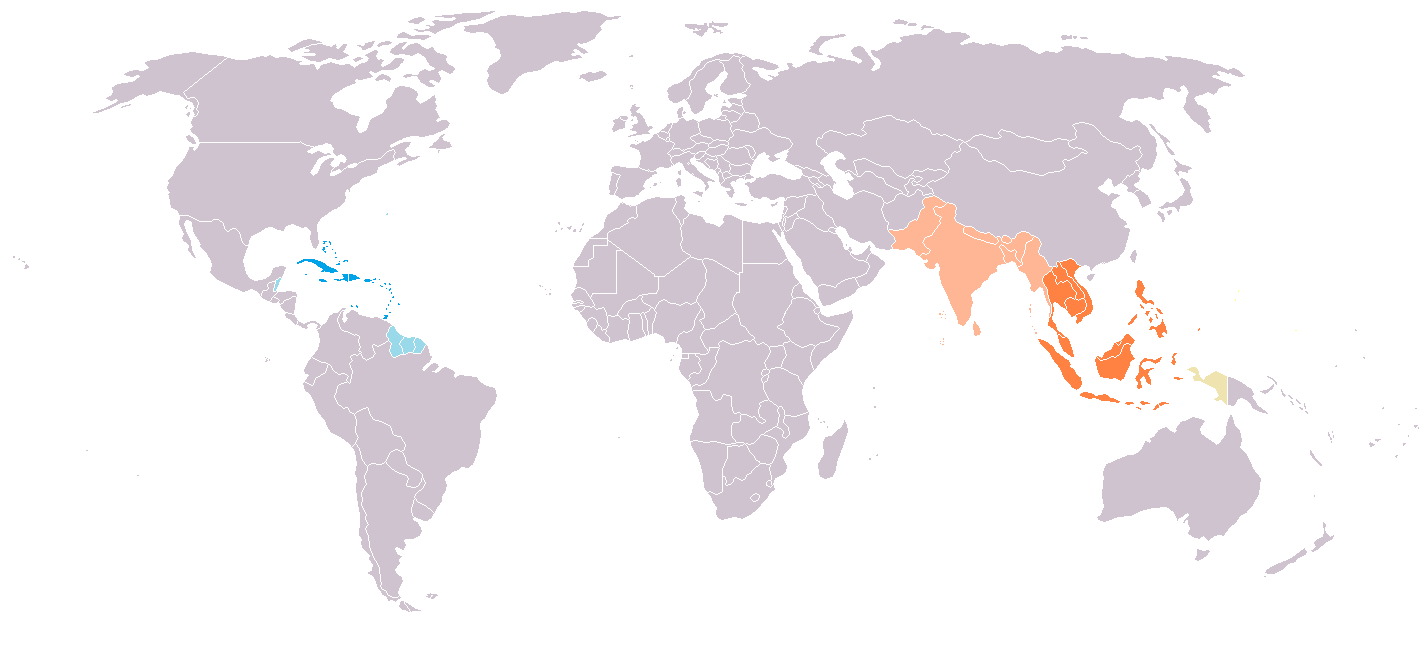
Índies Occidentals
Països a vegades inclosos en les Índies Occidentals
Subcontinent indi
Índies Orientals
Nova Guinea Occidental

Les Índies Occidentals fan referència, habitualment, a les illes del Carib denominades Antilles i Bahames, i el seu ús en l'àmbit castellà és, segons la RAE, "admissible sempre que no hi hagi possible confusió amb la denominació tradicional de tot el continent". La zona ocupa la conca del Carib i el nord de l'oceà Atlàntic, que inclou les illes de les Antilles i les Lucayas. El seu ús és un arcaisme.

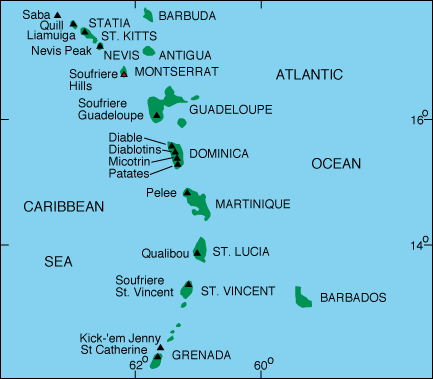
Les illes del Carib (Índies Occidentals)

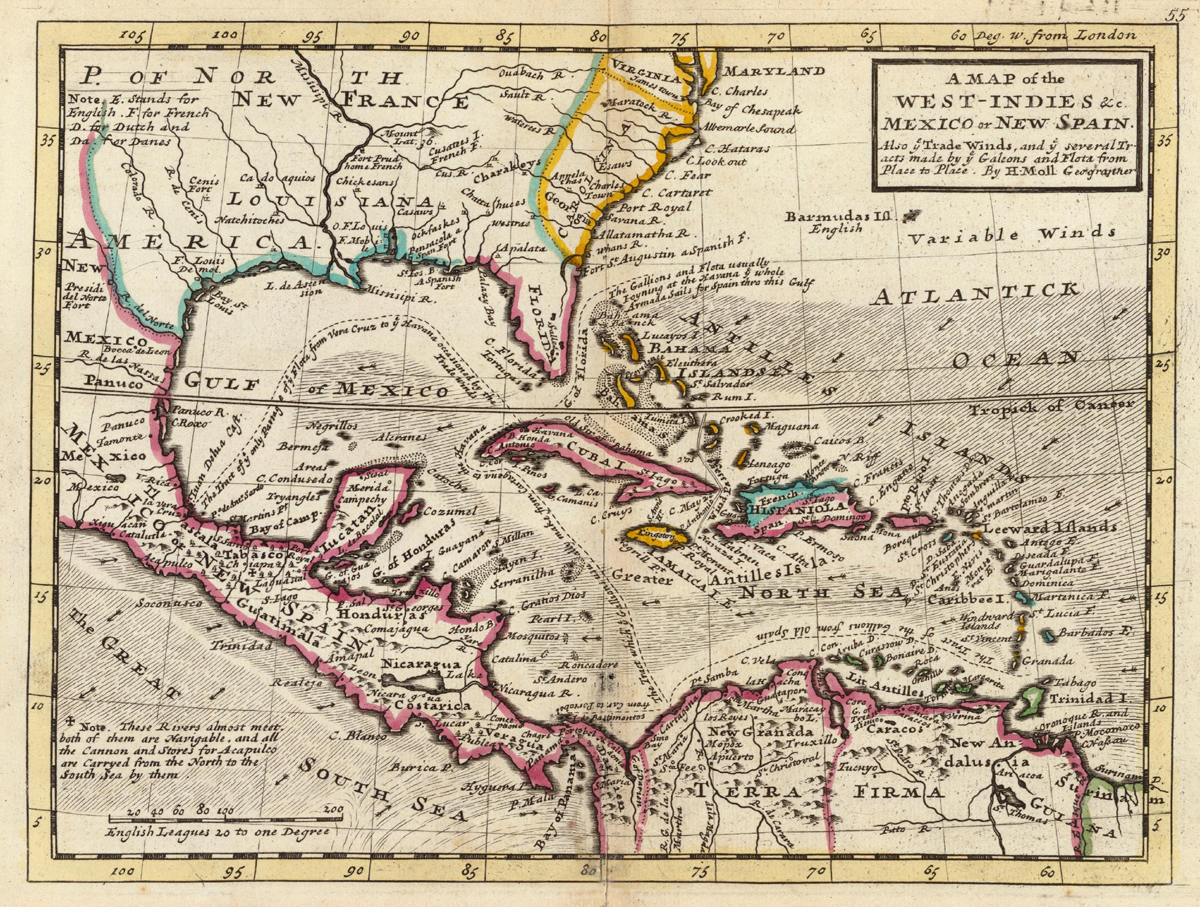
Mapa britànic de les Índies Occidentals de 1736

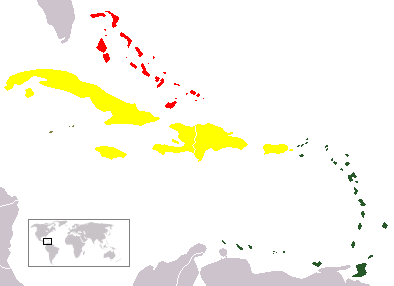
Regió coneguda comunament com les Índies Occidentals:
Bahames.
Antilles Majors.
Antilles Menors.

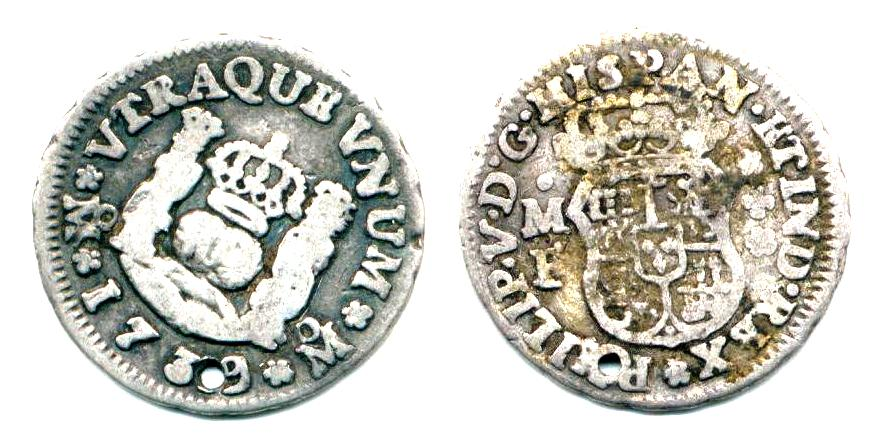
Moneda de mig ral amb la llegenda "PHILIP.V.D.G.HISPAN.ET.IND.REX*". ('Felip V per la gràcia de Déu, rei de les Espanyes i de les Índies [Occidentals]')

La professora Rosanne Adderly de la Universitat Tulane afirma que “"Índies Occidentals" distingeix els territoris trobats per Colom i reclamats per l'estat espanyol de les reclamacions de descoberta d'altres potències europees a les "Índies Orientals" [d'Àsia]. ... El terme "Índies Occidentals" fou finalment utilitzat per totes les nacions europees per a descriure els seus propis territoris "adquirits" a Amèrica ... considerant col·lectivament les colònies britàniques del Carib com a "Índies Occidentals" va tenir la seva major importància política en la dècada de 1950 amb el moviment per crear una federació d'aquelles colònies que, en última instància, podrien convertir-se en una nació independent... Malgrat el fracàs de la Federació [a principis del 1960] ...les Índies Occidentals continuen mantenint un equip de cricket conjunt per a competicions internacionals.”

## Història
Tradicionalment, el nom va ser donat a les possessions europees als nous territoris descoberts i per descobrir a Amèrica, amb l'arribada de Cristòfor Colom en el segle xv, que d'altra banda desconeixia que en el seu viatge de circumnavegació havia arribat a un Nou món, en lloc de les Índies. D'aquí deriva el títol de rei de les Illes i Terra Ferma del mar Oceà, que per tradició històrica està vinculat a la monarquia espanyola.
Amb l'exploració i la cartografia del Nou món per Espanya, les més allunyades costes d'Àsia s'anomenaren "Índies Orientals" per distingir-les de les noves terres descobertes més properes a l'oest, i que es van denominar Índies Occidentals. Les exploracions i els estudis de cartografia van estendre la denominació d'Amèrica a Europa per designar popularment les noves terres descobertes.
Des del segle xvii fins al XIX, els territoris colonials europeus de les Antilles eren les Índies Occidentals Britàniques, les Índies Occidentals Daneses, les Antilles Neerlandeses, les Antilles Franceses i les Antilles Espanyoles. Per extensió, algunes illes anteriorment daneses i espanyoles són ara conegudes col·lectivament com les Índies Occidentals Estatunidenques, però aquesta denominació és d'origen recent.
El 1916, Dinamarca vengué les Antilles Daneses als Estats Units per 25 milions de dòlars en or, segons el tractat de les Índies Occidentals Daneses. Les Índies Occidentals Daneses esdevingueren una àrea insular dels Estats Units, anomenades Illes Verges Nord-americanes.
Entre 1958 i 1962, el Regne Unit reorganitzà els seus territoris insulars de les Antilles (excepte els Illes Verges Britàniques, Bahames, Hondures Britànica i Guaiana britànica) en la Federació de les Índies Occidentals. Esperaven que la federació podria fusionar-se en una sola nació independent. No obstant això, la federació tenia poders limitats, molts problemes pràctics i falta de suport popular; en conseqüència, fou dissolta pels britànics el 1963, amb nou províncies que es convertiren en estats sobirans independents, i quatre convertides en Territoris Britànics d'Ultramar.